# Триумф (галерея)
«Триу́мф» — московская галерея современного искусства.

## История галереи
Галерея «Триумф» основана в 2007 году антикваром Емельяном Захаровым и бизнесменом Дмитрием Ханкиным. Располагается на двух площадках. Шоу-рум находится в старинном особняке в центре Москвы, в доме № 40 на Новокузнецкой улице, бывшем доме приёмов «ЛогоВАЗа» ЛогоВАЗа. Постоянной же выставочной площадкой «Триумфа» является помещение по адресу: улица Ильинка, дом № 3/8, до 2011 года занимаемое галереей Гари Татинцяна.
Галерея «Триумф» считается одной из самых коммерчески успешных российских галерей в сфере современного искусства.
Владельцы галереи активно сотрудничали с Росохранкультурой по поводу составления и издания многотомного «Каталога подделок произведений живописи».

## Наиболее известные проекты
- 2011 — «ALLEGORIA SACRA». AES+F.
- 2008 — «РОДИНА-ДОЧЬ». Алексей Беляев-Гинтовт
- 2006 — «Новая религия». Дэмьен Хёрст.[2]
- 2006 — «Золото болот». Анатолий Белкин

## Художники галереи
- АЕС+Ф
- Recycle
- Даня Акулин
- Анатолий Белкин
- Алексей Беляев-Гинтовт
- Александра Вертинская
- Александр Виноградов и Владимир Дубосарский
- Илья Гапонов
- Владимир Глынин
- Максим Ксута
- Алексей Морозов
- Шимон Окштейн
- Гоша Острецов
- Павел Отдельнов
- Павел Киселев
- Тимофей Парщиков
- Хаим Сокол
- Танатос Банионис
- Ольга Тобрелутс
- Татьяна Хэнгстлер
- Сергей Чайка
- Александр Якут
- Сергей Калинин
- Пономарёва-Коржевская, Вероника Александровна
- Рената Литвинова и Гоша Рубчинский